# Jump in the Fire
Jump in the Fire (englisch für „Spring ins Feuer“) ist ein Lied der US-amerikanischen Metal-Band Metallica. Der Song erschien am 25. Juli 1983 auf ihrem Debütalbum Kill ’Em All und wurde am 20. Januar 1984 als zweite Single aus diesem veröffentlicht.

## Inhalt
Jump in the Fire handelt von einer von einem Dämon besessenen Person. James Hetfield singt dabei aus der Sicht des Dämons, der als innere Stimme der Person agiert und diese mit dem Satz „Spring ins Feuer“ dazu auffordert, ihm in die Hölle zu folgen. Es gebe keinen Ausweg für die Person, da der Dämon von ihr Besitz ergriffen habe und sich von ihrer Seele und ihrem Verstand ernähre.

“Living your life with me, I am you, you see

There is part of me in everyone

So reach down grab my hand, walk with me through the land

Come home where you belong

So come on

Jump in the fire”

## Produktion
Der Song wurde von dem US-amerikanischen Musikproduzenten Paul Curcio produziert. Als Autoren fungierten die Metallica-Mitglieder James Hetfield und Lars Ulrich sowie das kurzzeitige Mitglied Dave Mustaine.

## Single

### Covergestaltung
Das Singlecover ist orange gehalten und zeigt eine dämonenartige Gestalt, die ihr Maul aufreißt und von Feuer umgeben ist. Die gleiche Figur ist auch auf dem Cover des Buchs The Devils of D-Day von Graham Masterton aus dem Jahr 1979 zu sehen. Der schwarze Metallica-Schriftzug befindet sich im oberen Teil des Bilds, während der Titel Jump in the Fire rechts unten steht.

### Titelliste
1. Jump in the Fire – 4:41
2. Seek and Destroy (live) – 7:04
3. Phantom Lord (live) – 4:52

### Chartplatzierungen und Auszeichnungen
Jump in the Fire erreichte im Jahr 1990 Platz 30 in Neuseeland, konnte sich drei Wochen in den Charts halten und erhielt für mehr als 5.000 verkaufte Einheiten eine Goldene Schallplatte.
| Land/Region       | Auszeichnungen für Musikverkäufe (Land/Region, Auszeichnung, Verkäufe) | Verkäufe |
| ----------------- | ---------------------------------------------------------------------- | -------- |
| Neuseeland (RMNZ) | Gold                                                                   | 5.000    |
| Insgesamt         | 1× Gold ·                                                              | 5.000    |

Hauptartikel: Metallica/Auszeichnungen für Musikverkäufe